# 阿吉拉尔 (科罗拉多州)
阿吉拉尔（英語：Aguilar），是美国科罗拉多州拉斯阿尼马斯县下属的一座城市。建市于1894年1月10日，面积大约为0.392平方英里（1.016平方公里）。根据2010年美国人口普查，该市有人口538人。2011年估计该市有人口520人，相比2010年人口增长率为-3.35%。同时，论人口该市是科罗拉多州第193大城市。